# 8 Heures de Bahreïn 2021
Navigation
Édition précédente Édition suivante
Les 8 Heures de Bahreïn 2021 ont été la sixième et dernière manche du Championnat du monde d'endurance FIA 2021 et la 10e édition de l'épreuve. Elles se sont déroulées le 6 novembre 2021 sur le Circuit international de Sakhir.

## Qualifications
| Pos. | Classe    | N°  | Écurie                    | Pilote                 | Temps           | Écart      | Grille |
| 1    | Hypercar  | 7   | Toyota Gazoo Racing       | Kamui Kobayashi        | 1 min 46 s 250  | --         | 1      |
| 2    | Hypercar  | 8   | Toyota Gazoo Racing       | Brendon Hartley        | 1 min 46 s 540  | + 0 s 290  | 2      |
| 3    | Hypercar  | 36  | Alpine Elf Matmut         | Matthieu Vaxiviere     | 1 min 47 s 025  | + 0 s 775  | 3      |
| 4    | LMP2      | 22  | United Autosports USA     | Filipe Albuquerque     | 1 min 49 s 525  | + 3 s 275  | 4      |
| 5    | LMP2      | 70  | Realteam Racing           | Norman Nato            | 1 min 49 s 819  | + 3 s 569  | 5      |
| 6    | LMP2      | 38  | JOTA                      | António Félix da Costa | 1 min 49 s 910  | + 3 s 660  | 6      |
| 7    | LMP2      | 29  | Racing Team Nederland     | Giedo van der Garde    | 1 min 50 s 149  | + 3 s 899  | 7      |
| 8    | LMP2      | 20  | High Class Racing         | Robert Kubica          | 1 min 50 s 372  | + 4 s 122  | 8      |
| 9    | LMP2      | 1   | Richard Mille Racing Team | Sophia Flörsch         | 1 min 50 s .744 | + 4 s 494  | 9      |
| 10   | LMP2      | 31  | Team WRT                  | Ferdinand Habsburg     | 1 min 51 s 063  | + 4 s 813  | 10     |
| 11   | LMP2      | 21  | DragonSpeed USA           | Juan Pablo Montoya     | 1 min 51 s 134  | + 4 s 884  | 11     |
| 12   | LMP2      | 28  | JOTA                      | Tom Blomqvist          | 1 min 51 s 145  | + 4 s 895  | 12     |
| 13   | LMP2      | 34  | Inter Europol Competition | Renger Van der Zande   | 1 min 51 s 187  | + 4 s 937  | 13     |
| 14   | LMP2      | 44  | ARC Bratislava            | Oliver Caldwell        | 1 min 51 s 424  | + 5 s 174  | 14     |
| 15   | LMGTE Pro | 92  | Porsche GT Team           | Kévin Estre            | 1 min 56 s 041  | + 9 s 791  | 15     |
| 16   | LMGTE Pro | 51  | AF Corse                  | James Calado           | 1 min 56 s 201  | + 9 s 951  | 16     |
| 17   | LMGTE Pro | 91  | Porsche GT Team           | Gianmaria Bruni        | 1 min 56 s 541  | + 10 s 291 | 17     |
| 18   | LMGTE Pro | 52  | AF Corse                  | Daniel Serra           | 1 min 56 s 603  | + 10 s 353 | 18     |
| 19   | LMGTE Am  | 74  | Cetilar Racing            | Roberto Lacorte        | 1 min 58 s 712  | + 12 s 462 | 19     |
| 20   | LMGTE Am  | 83  | AF Corse                  | François Perrodo       | 1 min 58 s 759  | + 12 s 509 | 20     |
| 21   | LMGTE Am  | 85  | Iron Lynx                 | Sarah Bovy             | 1 min 58 s 958  | + 12 s 708 | 21     |
| 22   | LMGTE Am  | 56  | Team Project 1            | Egidio Perfetti        | 1 min 58 s 989  | + 12 s 739 | 22     |
| 23   | LMGTE Am  | 33  | TF Sport                  | Ben Keating            | 1 min 59 s 087  | + 12 s 837 | 23     |
| 24   | LMGTE Am  | 98  | NorthWest AMR             | Paul Dalla Lana        | 1 min 59 s 096  | + 12 s 846 | 24     |
| 25   | LMGTE Am  | 88  | Dempsey-Proton Racing     | Khaled Al Qubaisi      | 1 min 59 s 359  | + 13 s 109 | 25     |
| 26   | LMGTE Am  | 54  | AF Corse                  | Thomas Flohr           | 1 min :59 s 492 | + 13 s 242 | 26     |
| 27   | LMGTE Am  | 67  | Dempsey-Proton Racing     | Christian Ried         | 1 min 59 s 936  | + 13 s 686 | 27     |
| 28   | LMGTE Am  | 57  | Kessel Racing             | Takeshi Kimura (de)    | 2 min 00 s 301  | + 14 s 051 | 28     |
| 29   | LMGTE Am  | 777 | D'Station Racing          | Satoshi Hoshino        | 2 min 00 s 364  | + 14 s 114 | 29     |
| 30   | LMGTE Am  | 86  | GR Racing                 | Michael Wainwright     | 2 min 01 s 282  | + 15 s 032 | 30     |
| 31   | LMGTE Am  | 60  | Iron Lynx                 | Claudio Schiavoni      | 2 min 01 s 941  | + 15 s 691 | 31     |
| 32   | LMGTE Am  | 46  | Team Project 1            |                        | Forfait         | Forfait    |        |

## La course

### Classement de la course
Voici le classement officiel au terme de la course.
- Les premiers de chaque catégorie du championnat du monde sont signalés par un fond jaune.
- Pour la colonne Pneus, il faut passer le curseur au-dessus du modèle pour connaître le manufacturier de pneumatiques.

| Pos  | Classe    | no  | Écurie                    | Pilotes                                                  | Châssis                        | Pneus | Tours | Temps               |
| Pos  | Classe    | no  | Écurie                    | Pilotes                                                  | Moteur                         | Pneus | Tours | Temps               |
| ---- | --------- | --- | ------------------------- | -------------------------------------------------------- | ------------------------------ | ----- | ----- | ------------------- |
| 1    | Hypercar  | 8   | Toyota Gazoo Racing       | Sébastien Buemi Kazuki Nakajima Brendon Hartley          | Toyota GR010 Hybrid            | M     | 247   | 8 h 01 min 25 s 441 |
| 1    | Hypercar  | 8   | Toyota Gazoo Racing       | Sébastien Buemi Kazuki Nakajima Brendon Hartley          | Toyota 3,5 L V6 Bi-Turbo       | M     | 247   | 8 h 01 min 25 s 441 |
| 2    | Hypercar  | 7   | Toyota Gazoo Racing       | Mike Conway Kamui Kobayashi José María López             | Toyota GR010 Hybrid            | M     | 247   | + 7 s 351           |
| 2    | Hypercar  | 7   | Toyota Gazoo Racing       | Mike Conway Kamui Kobayashi José María López             | Toyota 3,5 L V6 Bi-Turbo       | M     | 247   | + 7 s 351           |
| 3    | Hypercar  | 36  | Alpine Elf Matmut         | André Negrão Nicolas Lapierre Matthieu Vaxiviere         | Alpine A480                    | M     | 241   | + 6 tours           |
| 3    | Hypercar  | 36  | Alpine Elf Matmut         | André Negrão Nicolas Lapierre Matthieu Vaxiviere         | Gibson GK458 4,5 L V8 Atmo     | M     | 241   | + 6 tours           |
| 4    | LMP2      | 31  | Team WRT                  | Robin Frijns Ferdinand Habsburg Charles Milesi           | Oreca 07                       | G     | 240   | + 7 tours           |
| 4    | LMP2      | 31  | Team WRT                  | Robin Frijns Ferdinand Habsburg Charles Milesi           | Gibson GK428 4,2 L V8 Atmo     | G     | 240   | + 7 tours           |
| 5    | LMP2      | 38  | JOTA                      | Roberto González António Félix da Costa Anthony Davidson | Oreca 07                       | G     | 240   | + 7 tours           |
| 5    | LMP2      | 38  | JOTA                      | Roberto González António Félix da Costa Anthony Davidson | Gibson GK428 4,2 L V8 Atmo     | G     | 240   | + 7 tours           |
| 6    | LMP2      | 28  | JOTA                      | Sean Gelael Stoffel Vandoorne Tom Blomqvist              | Oreca 07                       | G     | 240   | + 7 tours           |
| 6    | LMP2      | 28  | JOTA                      | Sean Gelael Stoffel Vandoorne Tom Blomqvist              | Gibson GK428 4,2 L V8 Atmo     | G     | 240   | + 7 tours           |
| 7    | LMP2      | 22  | United Autosports USA     | Phil Hanson Fabio Scherer Filipe Albuquerque             | Oreca 07                       | G     | 240   | + 7 tours           |
| 7    | LMP2      | 22  | United Autosports USA     | Phil Hanson Fabio Scherer Filipe Albuquerque             | Gibson GK428 4,2 L V8 Atmo     | G     | 240   | + 7 tours           |
| 8    | LMP2      | 34  | Inter Europol Competition | Jakub Śmiechowski Renger Van der Zande Alex Brundle      | Oreca 07                       | G     | 238   | + 9 tours           |
| 8    | LMP2      | 34  | Inter Europol Competition | Jakub Śmiechowski Renger Van der Zande Alex Brundle      | Gibson GK428 4,2 L V8 Atmo     | G     | 238   | + 9 tours           |
| 9    | LMP2      | 29  | Racing Team Nederland     | Frits van Eerd Giedo van der Garde Job van Uitert        | Oreca 07                       | G     | 238   | + 9 tours           |
| 9    | LMP2      | 29  | Racing Team Nederland     | Frits van Eerd Giedo van der Garde Job van Uitert        | Gibson GK428 4,2 L V8 Atmo     | G     | 238   | + 9 tours           |
| 10   | LMP2      | 70  | Realteam Racing           | Esteban Garcia Loïc Duval Norman Nato                    | Oreca 07                       | G     | 238   | + 9 tours           |
| 10   | LMP2      | 70  | Realteam Racing           | Esteban Garcia Loïc Duval Norman Nato                    | Gibson GK428 4,2 L V8 Atmo     | G     | 238   | + 9 tours           |
| 11   | LMP2      | 20  | High Class Racing         | Dennis Andersen Anders Fjordbach Robert Kubica           | Oreca 07                       | G     | 237   | + 10 tours          |
| 11   | LMP2      | 20  | High Class Racing         | Dennis Andersen Anders Fjordbach Robert Kubica           | Gibson GK428 4,2 L V8 Atmo     | G     | 237   | + 10 tours          |
| 12   | LMP2      | 1   | Richard Mille Racing Team | Sophia Flörsch Beitske Visser Tatiana Calderón           | Oreca 07                       | G     | 237   | + 10 tours          |
| 12   | LMP2      | 1   | Richard Mille Racing Team | Sophia Flörsch Beitske Visser Tatiana Calderón           | Gibson GK428 4,2 L V8 Atmo     | G     | 237   | + 10 tours          |
| 13   | LMP2      | 21  | DragonSpeed USA           | Henrik Hedman Juan Pablo Montoya Ben Hanley              | Oreca 07                       | G     | 236   | + 11 tours          |
| 13   | LMP2      | 21  | DragonSpeed USA           | Henrik Hedman Juan Pablo Montoya Ben Hanley              | Gibson GK428 4,2 L V8 Atmo     | G     | 236   | + 11 tours          |
| 14   | LMP2      | 44  | ARC Bratislava            | Miroslav Konôpka Olli Caldwell Nelson Panciatici         | Oreca 07                       | G     | 235   | + 12 tours          |
| 14   | LMP2      | 44  | ARC Bratislava            | Miroslav Konôpka Olli Caldwell Nelson Panciatici         | Gibson GK428 4,2 L V8 Atmo     | G     | 235   | + 12 tours          |
| 15   | LMGTE Pro | 51  | AF Corse                  | Alessandro Pier Guidi James Calado                       | Ferrari 488 GTE Evo            | M     | 233   | + 14 tours          |
| 15   | LMGTE Pro | 51  | AF Corse                  | Alessandro Pier Guidi James Calado                       | Ferrari F154CB 3,9 L V8 Turbo  | M     | 233   | + 14 tours          |
| 16   | LMGTE Pro | 92  | Porsche GT Team           | Kévin Estre Neel Jani Michael Christensen                | Porsche 911 RSR-19             | M     | 233   | + 14 tours          |
| 16   | LMGTE Pro | 92  | Porsche GT Team           | Kévin Estre Neel Jani Michael Christensen                |                                | M     | 233   | + 14 tours          |
| 17   | LMGTE Pro | 52  | AF Corse                  | Daniel Serra Miguel Molina                               | Ferrari 488 GTE Evo            | M     | 233   | + 14 tours          |
| 17   | LMGTE Pro | 52  | AF Corse                  | Daniel Serra Miguel Molina                               | Ferrari F154CB 3,9 L V8 Turbo  | M     | 233   | + 14 tours          |
| 18   | LMGTE Pro | 91  | Porsche GT Team           | Gianmaria Bruni Richard Lietz Frédéric Makowiecki        | Porsche 911 RSR-19             | M     | 231   | + 16 tours          |
| 18   | LMGTE Pro | 91  | Porsche GT Team           | Gianmaria Bruni Richard Lietz Frédéric Makowiecki        | Porsche 4,0 L Flat-6 Atmo      | M     | 231   | + 16 tours          |
| 19   | LMGTE Am  | 83  | AF Corse                  | François Perrodo Nicklas Nielsen Alessio Rovera          | Ferrari 488 GTE Evo            | M     | 230   | + 17 tours          |
| 19   | LMGTE Am  | 83  | AF Corse                  | François Perrodo Nicklas Nielsen Alessio Rovera          | Ferrari F154CB 3,9 L V8 Turbo  | M     | 230   | + 17 tours          |
| 20   | LMGTE Am  | 77  | Dempsey-Proton Racing     | Christian Ried Jaxon Evans Matt Campbell                 | Porsche 911 RSR-19             | M     | 229   | + 18 tours          |
| 20   | LMGTE Am  | 77  | Dempsey-Proton Racing     | Christian Ried Jaxon Evans Matt Campbell                 | Porsche 4,0 L Flat-6 Atmo      | M     | 229   | + 18 tours          |
| 21   | LMGTE Am  | 56  | Team Project 1            | Egidio Perfetti Matteo Cairoli Riccardo Pera             | Porsche 911 RSR-19             | M     | 229   | + 18 tours          |
| 21   | LMGTE Am  | 56  | Team Project 1            | Egidio Perfetti Matteo Cairoli Riccardo Pera             | Porsche 4,0 L Flat-6 Atmo      | M     | 229   | + 18 tours          |
| 22   | LMGTE Am  | 47  | Cetilar Racing            | Roberto Lacorte Giorgio Sernagiotto Antonio Fuoco        | Ferrari 488 GTE Evo            | M     | 229   | + 18 tours          |
| 22   | LMGTE Am  | 47  | Cetilar Racing            | Roberto Lacorte Giorgio Sernagiotto Antonio Fuoco        | Ferrari F154CB 3,9 L V8 Turbo  | M     | 229   | + 18 tours          |
| 23   | LMGTE Am  | 57  | Kessel Racing             | Takeshi Kimura (de) Scott Andrews Mikkel Jensen          | Ferrari 488 GTE Evo            | M     | 228   | + 19 tours          |
| 23   | LMGTE Am  | 57  | Kessel Racing             | Takeshi Kimura (de) Scott Andrews Mikkel Jensen          | Ferrari F154CB 3,9 L V8 Turbo  | M     | 228   | + 19 tours          |
| 24   | LMGTE Am  | 60  | Iron Lynx                 | Claudio Schiavoni Andrea Piccini Matteo Cressoni         | Ferrari 488 GTE Evo            | M     | 228   | + 19 tours          |
| 24   | LMGTE Am  | 60  | Iron Lynx                 | Claudio Schiavoni Andrea Piccini Matteo Cressoni         | Ferrari F154CB 3,9 L V8 Turbo  | M     | 228   | + 19 tours          |
| 25   | LMGTE Am  | 54  | AF Corse                  | Thomas Flohr Francesco Castellacci Giancarlo Fisichella  | Ferrari 488 GTE Evo            | M     | 227   | + 20 tours          |
| 25   | LMGTE Am  | 54  | AF Corse                  | Thomas Flohr Francesco Castellacci Giancarlo Fisichella  | Ferrari F154CB 3,9 L V8 Turbo  | M     | 227   | + 20 tours          |
| 26   | LMGTE Am  | 777 | D'Station Racing          | Satoshi Hoshino Tomonobu Fujii Andrew Watson (en)        | Aston Martin Vantage AMR       | M     | 227   | + 20 tours          |
| 26   | LMGTE Am  | 777 | D'Station Racing          | Satoshi Hoshino Tomonobu Fujii Andrew Watson (en)        | Aston Martin 4,0 L V8 Bi-Turbo | M     | 227   | + 20 tours          |
| 27   | LMGTE Am  | 85  | Iron Lynx                 | Rahel Frey Sarah Bovy Katherine Legge                    | Ferrari 488 GTE Evo            | M     | 225   | + 22 tours          |
| 27   | LMGTE Am  | 85  | Iron Lynx                 | Rahel Frey Sarah Bovy Katherine Legge                    | Ferrari F154CB 3,9 L V8 Turbo  | M     | 225   | + 22 tours          |
| 28   | LMGTE Am  | 86  | GR Racing                 | Michael Wainwright Ben Barker Tom Gamble                 | Porsche 911 RSR-19             | M     | 224   | + 23 tours          |
| 28   | LMGTE Am  | 86  | GR Racing                 | Michael Wainwright Ben Barker Tom Gamble                 | Porsche 4,0 L Flat-6 Atmo      | M     | 224   | + 23 tours          |
| 29   | LMGTE Am  | 98  | NorthWest AMR             | Paul Dalla Lana Augusto Farfus Marcos Gomes              | Aston Martin Vantage AMR       | M     | 223   | + 24 tours          |
| 29   | LMGTE Am  | 98  | NorthWest AMR             | Paul Dalla Lana Augusto Farfus Marcos Gomes              | Aston Martin 4,0 L V8 Bi-Turbo | M     | 223   | + 24 tours          |
| Abd. | LMGTE Am  | 33  | TF Sport                  | Ben Keating Dylan Pereira Felipe Fraga                   | Aston Martin Vantage AMR       | M     | 128   | Contact             |
| Abd. | LMGTE Am  | 33  | TF Sport                  | Ben Keating Dylan Pereira Felipe Fraga                   | Aston Martin 4,0 L V8 Bi-Turbo | M     | 128   | Contact             |
| Abd. | LMGTE Am  | 88  | Dempsey-Proton Racing     | Khaled Al Qubaisi Axcil Jefferies Julien Andlauer        | Porsche 911 RSR-19             | M     | 90    | Problème électrique |
| Abd. | LMGTE Am  | 88  | Dempsey-Proton Racing     | Khaled Al Qubaisi Axcil Jefferies Julien Andlauer        | Porsche 4,0 L Flat-6 Atmo      | M     | 90    | Problème électrique |

## Pole position et record du tour
- Pole position :  Kamui Kobayashi (#7 Toyota Gazoo Racing) en 1 min 46 s 250
- Meilleur tour en course :  Mike Conway (#7 Toyota Gazoo Racing) en 1 min 49 s 448

## Tours en tête
- no 36 Alpine A480 - Alpine Elf Matmut :  8 tours (1-8)[3]
- no 7 Toyota GR010 Hybrid - Toyota Gazoo Racing :  33 tours (9-30 / 32-43)
- no 8 Toyota GR010 Hybrid - Toyota Gazoo Racing :  206 tours (31-32 / 44-247)

## À noter
- Longueur du circuit : 5,412 km
- Distance parcourue par les vainqueurs : 1 336,764 km